# Parkhauszufahrt

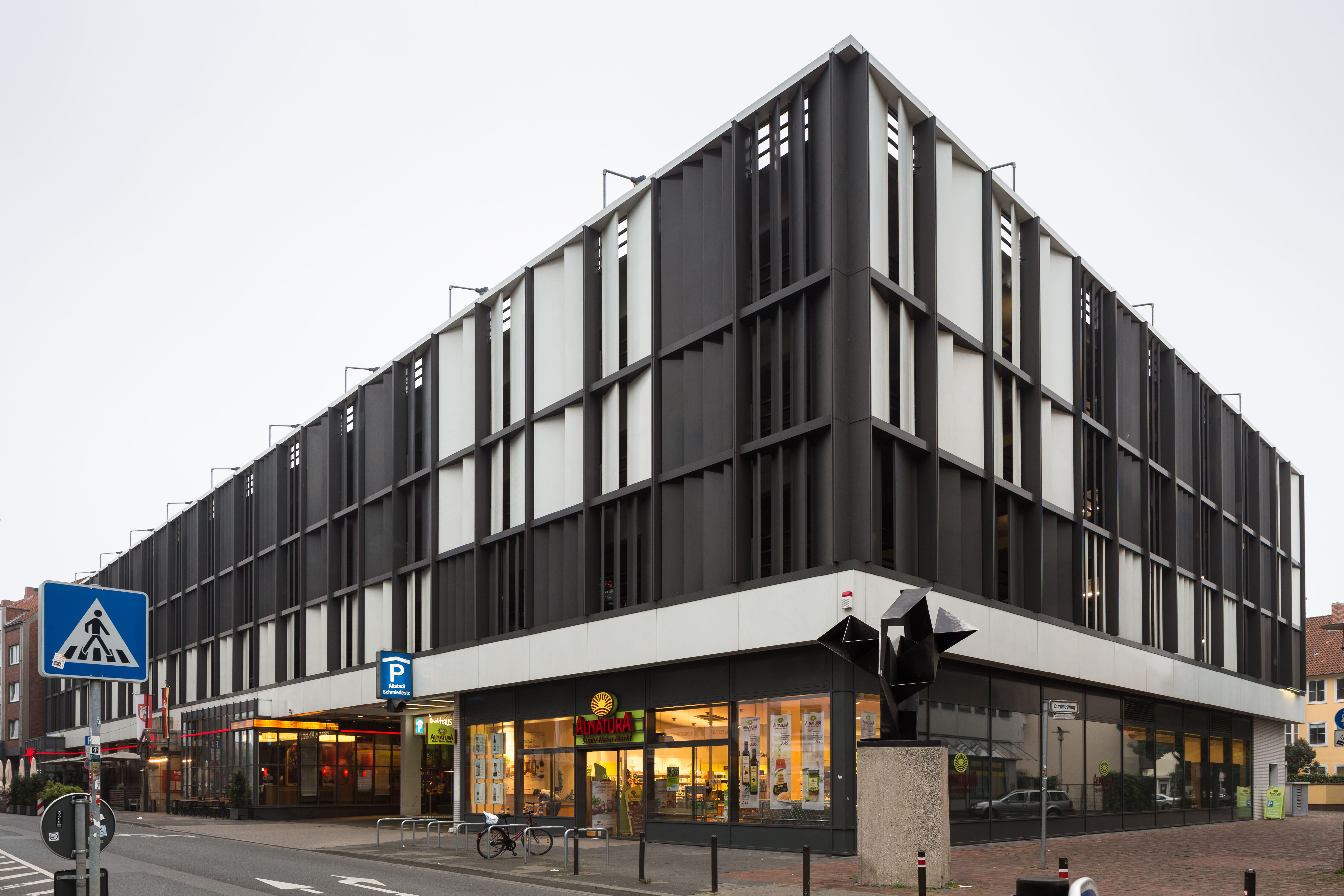
Parkhauszufahrt in Hannover

Als Parkhauszufahrt werden spezielle Fahrbahnen zur Erschließung von Parkhäusern oder Tiefgaragen bezeichnet.
Meistens steht auf diesen Zufahrten ein P-Symbol mit dem entsprechenden Pfeil. Um zu vermeiden, dass höhere Fahrzeuge wie Lastkraftwagen in das Parkhaus gelangen, ist meistens ein sogenannter Höhenbegrenzer im Einsatz.